# حسین‌علی‌لار (بردع)
حسین‌علی‌لار (به لاتین: Hüseynalılar) یک منطقه مسکونی در جمهوری آذربایجان است که در شهرستان بردع واقع شده است.  این روستا ۷۲۵ نفر جمعیت دارد.